# Жилар, Франк
Франк Жилар — французский политик, депутат Национального собрания Франции, член Союза за народное движение.
Родился 1 ноября 1950 г. в посёлке Риайе (департамент Атлантическая Луара). В политику пришёл в 1995 году, победив на выборах мэра города Лез-Андели в департаменте Эр. В 1998 году был избран в Генеральный совет департамента Эр от кантона Лез-Андели.
В 2002 году Франк Жилар стал кандидатом правящей партии Союз за народное движение на выборах в Национальное собрание 2002 года по 5-му избирательному округу департамента Эр и одержал победу. В дальнейшем он ещё дважды, в 2007 и 2012 годах, уверенно побеждал на выборах в Национальное собрание. В выборах 2017 года не участвовал.
В Национальном собрании Франк Жилар является членом комитета по вопросам экономики и специальной комиссии по аудиту. Он был инициатором ряда законопроектов.

## Занимаемые выборные должности
14.03.1983 — 18.06.1995 — вице-мэр коммуны Ла-Рокетт (департамент Эр)

19.06.1995 — 16.03.2008 — мэр города Лез-Андели 

23.03.1998 — 09.07.2002 — член генерального совета департамента Эр 

19.06.2012 — 20.06.2017 — депутат Национального собрания Франции от 5-го избирательного округа департамента Эр